# Собески, Лили
Лилиэн Радабет Глория Элжвета (Лили) Собески (англ. Liliane Rudabet Gloria Elsveta "Leelee" Sobieski; род. 10 июня 1983) — американская актриса.

## Биография
Родилась в Нью-Йорке в семье французского художника и бывшего актёра Жана Собески и американской писательницы Элизабет Саломон.
Дед по материнской линии, капитан военно-морских сил США Роберт Саломон, был евреем. Собески росла во «всеконфессиональной семье», по её словам, она гордится своими еврейскими корнями.
Она окончила дневную школу Тревора (Манхэттен) в 2001 году и изучала литературу и изобразительное искусство в Университете Брауна, но не завершила обучения.
Актёрский дебют состоялся в детстве, когда Собески принимала участие в детских спектаклях. Однажды её пригласили принять участие в кинопробах. После этого последовали роли в фильме «Встреча» 1994 года — ей было тогда 12 лет. Затем она ненадолго появилась в сериале «Чарли Грейс», закрытом после первого сезона. После этого она принимала участие в многочисленных малобюджетных сериалах. Первая большая роль Собески была в фильме киностудии Disney «Из джунглей в джунгли», который вышел в 1997 году. Вскоре Стэнли Кубрик предложил четырнадцатилетней Собески роль в его фильме «С широко закрытыми глазами». Она исполнила роль дочери Милича — владельца бюро по прокату костюмов.
Первой серьёзной ролью Собески стала роль Жанны д’Арк в одноимённом телесериале Кристиана Дюгея (1999). Она стала единственной актрисой, которая сыграла Жанну в том же возрасте, в каком та ушла на войну — в семнадцать лет. Кроме того, по собственному признанию она стала первой актрисой, сыгравшей её, будучи девственницей. На экраны телевизионный фильм Дюгея вышел одновременно с аналогичным проектом Люка Бессона — «Жанна д’Арк».
В 2005 году Собески снялась сразу в нескольких фильмах, а также приняла участие в мини-сериале «Геракл» совместного производства США и Новой Зеландии.
Собески продолжала работать в кино и на телевидении до ухода из актёрской профессии в 2012 году, после чего сосредоточилась на своей художественной карьере.

## Художественная карьера
Собески начала свою карьеру в изобразительном искусстве под именем Лили Киммел. Она пишет и лепит абстрактные работы, а также работает в виртуальной реальности, используя Google Tilt Brush, используя яркие цвета, абстрактные и текстурированные формы, плавающие на большом чёрном или белом фоне.
Её дебютная персональная выставка 2018 года «Каналы» открылась в галерее Journal в Уильямсбeрге и получила в целом положительные отзывы.

## Личная жизнь
В начале 2000-х Собески находилась в отношениях с молодым архитектором Манхэттеном Перри.
Зимой 2004-го Собески познакомилась с Шоном Ленноном, сыном Джона Леннона, и у них завязался роман. Ради Собески Леннон прекратил свои многолетние отношения с актрисой Бижу Филлипс, но через пару месяцев они расстались.
Первым мужем актрисы стал её коллега Мэттью Дэвис. Они поженились 2008 году, но к концу следующего года уже развелись.
С 31 августа 2010 года Собески замужем за модельером Адамом Киммелом, с которым она встречалась 19 месяцев до их свадьбы. У супругов есть двое детей — дочь Луизанна Рэй Киммел (род. 15 декабря 2009) и сын Мартин Киммел (род. в июле 2014).

## Фильмография
| Год       |    | Русское название                        | Оригинальное название                         | Роль                        |
| --------- | -- | --------------------------------------- | --------------------------------------------- | --------------------------- |
| 1994      | тф | Воссоединение                           | Reunion                                       | Анна Йейтс                  |
| 1995      | тф | Лошадь для Дэнни                        | A Horse for Danny                             | Дэнни Бара                  |
| 1996      | с  | Грейс в огне                            | Grace Under Fire                              | Люси                        |
| 1996      | с  | Домашний суд                            | The Home Court                                | Лесли                       |
| 1995—1996 | с  | Чарли Грейс                             | Charlie Grace                                 | Дженни Грейс                |
| 1996      | с  | Новостное радио                         | NewsRadio                                     | девушка                     |
| 1997      | ф  | Из джунглей в джунгли                   | Jungle 2 Jungle                               | Карен Кемпстер              |
| 1998      | с  | Иллюзия убийства                        | F/X: The Series                               | Таня                        |
| 1998      | ф  | Столкновение с бездной                  | Deep Impact                                   | Сара Хотчнер                |
| 1998      | ф  | Дочь солдата никогда не плачет          | A Soldier's Daughter Never Cries              | Шарлотт Энн Уиллис в 14 лет |
| 1999      | ф  | Нецелованная                            | Never Been Kissed                             | Элдис                       |
| 1999      | тф | Жанна д’Арк                             | Joan of Arc                                   | Жанна д’Арк                 |
| 1999      | ф  | С широко закрытыми глазами              | Eyes Wide Shut                                | дочь Милича                 |
| 2000      | ф  | Здесь на Земле                          | Here on Earth                                 | Саманта                     |
| 2001      | ф  | Мой первый мужчина                      | My First Mister                               | Дженнифер                   |
| 2001      | ф  | Ничего себе поездочка                   | Joy Ride                                      | Венна                       |
| 2001      | ф  | Стеклянный дом                          | The Glass House                               | Руби Бейкер                 |
| 2001      | тф | Восстание                               | Uprising                                      | Тося Альтман                |
| 2002      | ф  | Идол                                    | L'idole                                       | Сара Силвер                 |
| 2002      | ф  | Макс                                    | Max                                           | Лизлор фон Пельц            |
| 2002      | с  | Фрейзер                                 | Frasier                                       | Шейла                       |
| 2003      | с  | Опасные связи                           | Les liaisons dangereuses                      | Сесиль де Воланж            |
| 2005      | тф | Геркулес                                | Hercules                                      | Деянира                     |
| 2006      | ф  | В расположении                          | Lying                                         | Сара                        |
| 2006      | ф  | Разверзлись небеса                      | Heavens Fall                                  | Виктория Прайс              |
| 2006      | ф  | Проклятое место                         | In a Dark Place                               | Анна Вай                    |
| 2006      | ф  | Плетёный человек                        | The Wicker Man                                | сестра Хони                 |
| 2006      | ф  |                                         | Coven                                         | рассказчик                  |
| 2006      | ф  | Старший сын                             | The Elder Son                                 | Лолита                      |
| 2007      | ф  | Во имя короля: История осады подземелья | In the Name of the King: A Dungeon Siege Tale | Мюриелла                    |
| 2007      | ф  | 88 минут                                | 88 Minutes                                    | Лорен Дуглас                |
| 2007      | ф  | Латекс                                  | Walk All Over Me                              | Альберта                    |
| 2009      | ф  | В поисках блаженства                    | Finding Bliss                                 | Джоди Балабан               |
| 2009      | ф  | Призрачный экспресс                     | Night Train                                   | Хлоэ Уайт                   |
| 2009      | ф  | Джонни Д.                               | Public Enemies                                | Поли Гамильтон              |
| 2010      | ф  | Акты насилия                            | Acts of Violence                              | Оливия Флин                 |
| 2010      | с  | До смерти красива                       | Drop Dead Diva                                | Саманта Колби               |
| 2011      | с  | Хорошая жена                            | The Good Wife                                 | Алексис Симански            |
| 2012      | ф  | Москва 2017                             | Branded                                       | Эбби Гиббонс                |
| 2012      | с  | Нью-Йорк 22                             | NYC 22                                        | Дженнифер «Белый дом» Перри |
| 2016      | ф  | Последний кинофестиваль                 | The Last Film Festival                        | Дезире                      |
| 2018      | ф  |                                         | Amerikali Kiz                                 | Дженни                      |